# Уджар
Уджа́р (до 1990 года — Уджа́ры; азерб. Ucar) — город, административный центр Уджарского района Азербайджана. Расположен в 250 км к западу от Баку. Железнодорожная станция на линии Баку — Тбилиси.

## Этимология
Согласно некоторым источникам, название района происходит от слова «Учар» на азербайджанском языке. По другим данным, название района происходит от названия племени «Учар», проживавшего в древнем Ширване. 

## История
В книге арабского географа Аль-Истахри «Дороги стран» Уджар отмечается как средневековый город. Слово Уджар встречается также в произведениях азербайджанского поэта 15 века Бадра Ширвани. 
В декабре 1867 года в составе Бакинской губернии был образован Геокчайский уезд. 
Уджарский район сохранялся в составе Гейчайского района.
24 января 1939 года из 14 сельсоветов Геокчайского района был образован Уджарский район. 
В 1963 году Зердабский район был упразднен и передан в состав Уджарского района вместе с площадью 856 км2. 
В 1965 году Зердабский район был восстановлен и отделен от Уджарского района.
В 1941 году Уджар получил статус города. По переписи 1959 года в городе проживало 7 760 человек.
По переписи 1979 года в Уджаре насчитывалось 12 090 человек. По переписи 1989 года население достигло 14 273 человека.

## Современное положение
На начало 2022 года население города составило 18 281 человек.
Имеются консервный, бетонный, хлопкоочистительный заводы.